# Kalij I
Kalij I (biał. Калій І; ros. Калий I; dosł. Potas I) – stacja kolejowa w miejscowości Soligorsk, w rejonie soligorskim, w obwodzie mińskim, na Białorusi. Leży na linii Słuck – Soligorsk.
Obsługuje kopalnie soli potasowej Soligorsk 1.